# Herb gminy Cieszków
Herb gminy Cieszków – jeden z symboli gminy Cieszków.

## Wygląd i symbolika
Herb przedstawia na tarczy w polu czerwonym srebrną rogacinę dwukrotnie przekrzyżowaną (godło z herbu Lis, którym posługiwała się Katarzyna Sapieha), a w jego centralnej części na srebrnej tarczy czerwonego koguta, a wokół niego trzy złote gwiazdy (dawny herb miasta Cieszków). 